# Richard Egarr
Richard Egarr (Lincoln, 7 août 1963) est un claviériste classique britannique, jouant sur le clavecin, le pianoforte et piano moderne, et également chef d'orchestre. 

## Biographie
Il reçoit sa formation musicale comme enfant de chœur à York Minster, à l'école de musique de Chetham à Manchester, comme spécialiste de l'orgue au Clare College, Cambridge et à la Guildhall School of Music & Drama. Il étudie aussi avec Gustav Leonhardt, qui inspire son travail dans le domaine de l'interprétation historique.
Egarr travaille avec tous les types de claviers et interprète un répertoire allant du quinzième siècle des intabulations pour orgue à Dussek et Chopin sur les premiers pianos, de Berg et à Maxwell Davies, sur piano moderne. 
En 2006, il est nommé à la succession de Christopher Hogwood, en tant que directeur musical de l'Academy of Ancient Music, débutant avec la saison 2006-07 (Hogwood restant au titre de directeur honoraire). Il a été directeur de l'Academy of the Begijnhof d'Amsterdam pendant de nombreuses années et un chef invité régulier d'autres ensembles, tels que le Handel and Haydn Society et Tafelmusik et joue avec divers orchestres de chambre écossais, suédois, australiens, l'orchestre philharmonique de Rotterdam, le Konzerthausorchester de Berlin et le Dallas Symphony Orchestra. Il dirige un répertoire au large éventail, de Monteverdi à Mendelssohn. Les oratorios de Haendel et Bach se trouvent au cœur de son répertoire et sa réputation est grandissante dans le champ de l'opéra – où il joue Mozart (La finta giardiniera) avec l'Academy of Ancient Music au Barbican Centre et au Théâtre des Champs-Élysées, ainsi que Il signor Bruschino de Rossini, avec l'Académie de l'Opéra des Pays-Bas. 
Il fait ses débuts au festival de Glyndebourne en 2007 par la réalisation d'une version mise en scène de la Passion selon Saint Matthieu de Bach. Richard Egarr est demandé à travers l'Europe, le Japon et les États-Unis pour ses interprétations tant en solo que concertiste. En musique de chambre, Richard Egarr est également actif, formant depuis de nombreuses années un « duo inégalé pour violon et clavier » (Gramophone), avec le violoniste Andrew Manze.
Il enregistre en exclusivité pour le label Harmonia Mundi, avec une discographie de plus de trente titres. Ses productions en solo comprennent des œuvres de Frescobaldi, Gibbons, Couperin, Purcell, Froberger, Mozart et J. S. Bach (les Variations Goldberg et Le Clavier bien tempéré). Il possède une liste impressionnante d'enregistrements primés, avec Andrew Manze, notamment les sonates de Bach, Biber, Rebel, Pandolfi, Corelli, Haendel, Mozart et Schubert. Avec l'Academy of Ancient Music, il a enregistré les concertos pour clavecin et les Concertos brandebourgeois de Bach. Dans le courant de l'année Haendel 2009, il a terminé un cycle de sept disques de Haendel, comprenant la musique instrumentale opus 1, 2 et 5, les Concerti grossi opus 3 (honoré d'un Gramophone Award en 2007) et les Concertos pour orgue opus 4 (prix du MIDEM et Edison Award 2009), ainsi que les Concertos de l'opus 7.

## Sources
- Notice biographique de Richard Egarr
- Harmonia Mundi, site web, Biographie de Richard Egarr